# Pietro Pancrazi
Pietro Pancrazi (Cortona, 19 febbraio 1893 – Firenze, 26 dicembre 1952) è stato uno scrittore e critico letterario italiano.

## Biografia
Appartenente ad un'antica famiglia marchionale di Cortona, dopo aver conseguito la maturità classica, frequentò corsi universitari a Roma, Venezia e Padova, laureandosi in giurisprudenza.
Conclusi gli studi, collaborò con diversi quotidiani e con la rivista «La voce letteraria». Nel 1916 - dopo la morte del fratello Filippo, caduto in combattimento nel 1915 - fu chiamato alle armi in qualità di ufficiale dal generale Cadorna per partecipare alla prima guerra mondiale.
Al ritorno dalla guerra decise di estraniarsi dalla vita politica. A Firenze conobbe, tra gli altri, Giuseppe De Robertis e Giovanni Papini. Con quest'ultimo portò a termine il progetto editoriale Poeti d'oggi, che fu realizzato nel 1920. Negli anni dal 1923 al 1933 fu redattore capo della rivista letteraria «Pegaso», diretta da Ugo Ojetti. Pancrazi diresse poi la rivista «Pan», fondata dallo stesso Ojetti ed edita da Rizzoli. Dal 1926, iniziò la sua lunga e intensa collaborazione al «Corriere della Sera».
Insieme con Alfredo Schiaffini e Raffaele Mattioli, curò la collezione ricciardiana  La letteratura italiana, storia e testi. Inoltre diede vita e diresse altre iniziative editoriali di particolare interesse letterario, come la collana dell'editore Garzanti Romanzi e racconti italiani dell'Ottocento e diresse, per l'editore Le Monnier, la Collezione in Ventiquattresimo .
Dopo il proclama Badoglio dell'8 settembre 1943, prese parte alla guerra partigiana aderendo al CLN di Cortona in rappresentanza del Partito Liberale Italiano.
Dal 1946 fu socio dell'Accademia nazionale dei Lincei e poi dell'Accademia della Crusca.
Pietro Pancrazi fu un grande studioso della letteratura italiana. Oltre che critico fu anche autore di alcuni testi narrativi, come Donne e buoi de' paesi tuoi, riprendendo con sfumature moderne le favole di Esopo in un libro dal titolo L'Esopo moderno (Firenze, Le Monnier, 1930).
La sua consulenza fu richiesta dall'Assemblea Costituente al fine di trascrivere in lingua formalmente e stilisticamente corretta la Costituzione della Repubblica Italiana.
Un fondo librario a suo nome si trova alla Biblioteca dell'Accademia della Crusca.

## Il critico-narratore
Pietro Pancrazi non fu tanto un critico letterario e un narratore, quanto piuttosto un critico con le peculiarità del narratore, dell'umorista e dell'uomo di cultura. Su quest'ultimo aspetto si sofferma, ad esempio, Vittore Branca: «La proverbiale sicurezza di Pancrazi nel tenere a battesimo gli autori del nostro tempo, passa, come da un punto obbligato, dalla sua familiarità coi classici antichi e moderni».
Altri studiosi e suoi estimatori, come Guido Di Pino, si soffermano invece sugli aspetti artistici e umani di questo critico: «Pietro Pancrazi si distingue tra i critici del Novecento per una spiccata qualità d'artista. In lui il critico fa sempre pensare alla qualità degli interessi umani propria di un narratore. La sua partecipazione al mondo degli autori - siano moderni o del passato - reca il calore e il godimento creativo di uno scrittore: con un'arguzia e una moralità che rammentano certi umori "ariosteschi" del Baldini. (...) Pancrazi è uno di quegli uomini di cultura per i quali leggere è una forma di "ozio" arguto (...). Ma non è mai un gioco: quest'apparente semplicità, infatti, sempre scopre una saviezza di lettore esperto e difficile forse, ma, in segreto, un poco diffidente.»

## Opere
- Ragguagli di Parnaso, Firenze, Vallecchi, 1920.
- Poeti d'oggi (in collaborazione con Giovanni Papini), Firenze, Vallecchi, 1920.
- Venti uomini, un satiro e un burattino, Firenze, Vallecchi editore, 1923.
- I Toscani dell'Ottocento, Firenze, R. Bemporad & Figlio editori, 1924.
- Guicciardini, Ricordi politici e civili, edizione critica a cura di Pietro Pancrazi, Firenze, Rinascimento del libro, 1929.
- L'Esopo moderno. 430 favole, Firenze, Le Monnier, 1930.
- Donne e buoi dei paesi tuoi. Fogli di via, Firenze, Vallecchi, 1934; 2ª ed.: 1942; 3ª ed.: 1943
- Scrittori Italiani del Novecento, Bari, Laterza, 1934.
- Scrittori italiani dal Carducci al D'Annunzio, Bari, Laterza, 1937.
- Racconti e novelle dell'Ottocento, Firenze, Sansoni, 1938.
- Studi sul D'Annunzio, Torino, Einaudi, 1939.
- La piccola patria, Firenze, Le Monnier, 1946.
- Nel giardino di Candido, Firenze, Le Monnier, 1950.
- Un amoroso incontro della fine Ottocento (carteggio Carducci-Vivanti), Firenze, Le Monnier, 1951.
- Scrittori d'oggi (sei serie), Bari, Laterza, 1946-1953.
- Della tolleranza, Firenze, Le Monnier, 1955.
- Italiani e stranieri, con prefazione di Antonio Baldini, Milano, Mondadori, "I quaderni dello specchio", 1957.